# بيدرو غونزاليس (لاعب كرة قدم)
بيدرو غونزاليس (بالإسبانية: Pedro González Pierella) هو لاعب كرة قدم أرجنتيني في مركز نصف الجناح، ولد في 24 ديسمبر 1970 في بوينس آيرس في الأرجنتين. لعب مع بوكا جونيورز وديبورتيفو إسبانول ونادي بالستينو ونادي بطليوس ونادي لاردة وناسيونال مونتيفيديو وهواتشيباتو ويونيون إسبانيولا.